# Arrondissement de Belle-Anse
Arrondissement de Belle-Anse (franska: Belle-Anse) är ett arrondissement i Haiti.   Det ligger i departementet Sud-Est, i den sydöstra delen av landet, 50 km sydost om huvudstaden Port-au-Prince. Antalet invånare är 143 760. Arean är 777 kvadratkilometer.
Terrängen i Arrondissement de Belle-Anse är huvudsakligen bergig, men åt sydost är den kuperad.